# Дивак (фільм, 1979)
Дивак (азерб. «Qəribə adam») — радянський двосерійний художній драматичний фільм 1979 року, знятий на кіностудії «Азербайджанфільм».

## Сюжет
В основу сюжету фільму увійшли духовні питання і духовна чистота людини, а також його гідність. Головний герой — молодий адвокат Вакіль Ахмед отримав прізвисько «Дивак», за його достовірні і правдиві слова, а також чистоту душі. У суспільстві багато хто дає і отримує хабарі, серед них був і Вакіль Ахмед, в результаті чого він втратив віру. Завдяки робітнику Саліму, Вакіль Ахмед виходить з в'язниці.

## У ролях
- Грігоре Грігоріу — адвокат Вакіль Ахмед
- Ірина Мірошниченко — Ніхаль
- Гасан Турабов — журналіст Аріф
- Аждар Ібрагімов — Таджір Раджаб
- Ільхам Намік Кемаль — Абдуррахман
- Таніла Ахмерова — Айтен
- Шахмар Алекперов — Нуру
- Каміл Дадашов — Максуд
- Абдулла Махмудов — Орхан
- Рафік Керімов — Халіл
- Каміль Гулієв — Камал
- Мамед Ісмаїл — Селім
- Алескер Маммадоглу — Алі
- Ельхан Джафаров — дитина
- Тофік Тагізаде — алкоголік
- Амалія Панахова — Фаріда
- Афрасіяб Мамедов — Філіпп

## Знімальна група
- Оригінальний текст: Назім Хікмет
- Автори сценарію: Аждар Ібрагімов, Маргарита Малеєва
- Режисер-постановник: Аждар Ібрагімов
- Оператор-постановник: Рафік Гамбаров
- Художник-постановник: Рафіз Ісмаїлов
- Композитор і диригент: Мурад Кажлаєв
- Другий режисер: Раміз Алієв
- Другий оператор: Немат Рзаєв
- Звукооператор: Володимир Савін
- Художник по костюмам: Рафіз Ісмаїлов
- Монтажер-постановник: Рафіга Ібрагімова
- Оператор комбінованих зйомок: Хамза Ахмедоглу
- Художник комбінованих зйомок: Геннадій Тищенко
- Асистент оператора: Айдин Мустафаєв
- Світлотехнік: Наталія Кудовська
- Редактор: Надія Ісмаїлова
- Автори тексту пісень: Набі Хазрі, Ілля Рєзнік
- У фільмі співають: Зейнаб Ханларова, Леонід Серебренников, Лариса Доліна
- Директор фільму: Геннадій Лапшук